# San Nicola dei Lorenesi
San Nicola dei Lorenesi är en kyrkobyggnad i Rom, helgad åt den helige Nikolaus. Kyrkan är belägen vid Largo Febo i närheten av Piazza Navona i Rione Parione och tillhör församlingen Sant'Agostino in Campo Marzio. San Nicola dei Lorenesi är en av Frankrikes nationskyrkor i Rom samt regionskyrka för Lorraine. Frankrikes övriga nationskyrkor i Rom är San Luigi dei Francesi, Santissima Trinità dei Monti, Sant'Ivo dei Bretoni och Santi Claudio e Andrea dei Borgognoni.

## Kyrkans historia
Kyrkans tidigaste omnämnande återfinns i en bulla promulgerad 1186 av påve Urban III; bullan uppräknar den bland filialerna till församlingskyrkan San Lorenzo in Damaso.
Kyrkan omnämns därefter i Catalogo di Cencio Camerario, en förteckning över Roms kyrkor sammanställd av Cencio Savelli år 1192 och bär där namnet sco. Nicolao.
Därtill förekommer den i Il catalogo Parigino (cirka 1230) som s. Nicolaus de Cripta Agonis, i Il catalogo di Torino (cirka 1320) som Ecclesia sancti Nicolai de Agone och i Il catalogo del Signorili (cirka 1425) som sci. Nicolai de Agone.
I slutet av 1300-talet bildades en lorrainsk kommunitet i Rom. År 1473 överlät påve Sixtus IV kyrkan Santo Stefano in regione pontis åt kommuniteten, som lät restaurera den och byta dess namn till Santa Maria della Purificazione dei Transalpini. Den lorrainska kommuniteten övertog år 1623 den förfallna kyrkan San Nicola in Agone vid Piazza Navona. Man bestämde sig för att restaurera och bygga om den befintliga kyrkan. Byggarbetena inleddes 1635 med François du Jardin (på italienska Francesco Giardini) från Toul som arkitekt. Han ritade en enkel rektangulär kyrka med tunnvalv. Fasaden i travertin vid Largo Febo har doriska pilastrar i den nedre våningen och joniska pilastrar i den övre. På frisen mellan den nedre och övre våningen står dedikationsinskriptionen:

## Interiören
Högaltarmålningen framställer Den helige Nikolaus. I taket har Corrado Giaquinto målat fresken Den helige Nikolaus slår vatten ur en klippa från 1731. Giaquinto har även freskmålat kupolen och dess pendentiv. Interiörens utsmyckning i polykrom marmor utfördes 1748 av Giovanni Andrea Volpini och Giuseppe Maria Bay.
Interiören hyser fyra högreliefer med scener ur den helige Nikolaus liv, utförda av Giovanni Battista Grossi år 1749:
- Den helige Nikolaus som barn avvisar modersmjölken på onsdagar och fredagar
- Den helige Nikolaus som barn bedjande i badet
- Den helige Nikoalus delar ut sina ägodelar åt de fattiga
- Den helige Nikolaus väljs till biskop av Myra

Kyrkan har två sidokapell, ett på var sida. Det högra sidokapellet är invigt åt den franske prästen Pierre Fourier, som kanoniserades år 1897. Altarmålningen Den helige Pierre Fourier och Jungfru Maria är ett verk av Francesco Antonozzi. Det vänstra sidokapellet, invigt åt den heliga Katarina av Alexandria, har en altarmålning som framställer De heliga Katarina av Alexandria och Nikolaus. Enligt den italienske arkeologen Mariano Armellini fanns det på denna plats en medeltida kyrka invigd åt den heliga Katarina med namnet Santa Caterina de Cryptis Agonis.

## Bilder
| - San Nicola dei Lorenesi (vid den röda pilen) på Giovanni Maggis karta över Rom från år 1625. - San Nicola dei Lorenesi (nummer 206) på Giovanni Battista Faldas karta över Rom från år 1676. - San Nicola dei Lorenesi (nummer 603) på Giovanni Battista Nollis karta över Rom från år 1748. Övriga avbildade kyrkobyggnader: 592) San Biagio della Fossa, 599) Santa Maria della Pace och 600) Santa Maria dell'Anima. - Interiören med Giovanni Battista Grossis högrelief Den helige Nikolaus som barn bedjande i badet. |